# Zeuxia brunnicornis
Zeuxia brunnicornis är en tvåvingeart som beskrevs av Macquart 1835. Zeuxia brunnicornis ingår i släktet Zeuxia och familjen parasitflugor.
Artens utbredningsområde är Frankrike. Inga underarter finns listade i Catalogue of Life.